# Bingara
Bingara – miasto w Australii, w stanie Nowa Południowa Walia.